# L'Adoration du nom de Dieu
L'Adoration du nom de Dieu (en espagnol : El nombre de Dios adorado por los angeles) ou La Gloire (Gloria) est une fresque réalisée par Francisco de Goya en 1772 qui orne le dôme de la Basilique de Nuestra Señora del Pilar de Saragosse. 

## Contexte

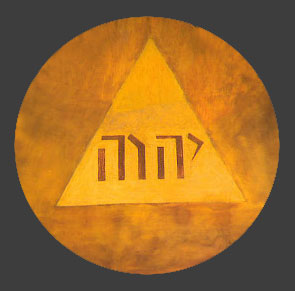
Francisco de Goya: "Le Nom de Dieu", YHWH (יהוה) dans un triangle, détail de la fresque.

Après son retour d'un voyage en Italie pour sa formation en 1771, Goya fut chargé de décorer la fresque du dôme de la Basilique del Pilar à Saragosse. Le peintre aragonais montra son savoir et sa maîtrise de la fresque, bien que ses honoraires fussent inférieurs à ceux d'autres artistes qui travaillèrent à la Basilique du Pilar. Goya a reçu 15 000 réaux alors que Antonio González Velázquez en factura 25 000. 

## Analyse
Plusieurs croquis et dessins conservés montrent plus d'audace que la peinture de la voûte telle qu'on peut la contempler à l'heure actuelle. Mais il faut noter qu'elle a subi quatre restaurations en 1887, 1947, 1967 et 1991. Ils montrent une composition de grand contraste, et une dynamique plus grande que dans le résultat final. 
Le travail, dans sa mise en œuvre finale reflète les stéréotypes de la peinture religieuse catholique de la fin du baroque. Deux groupes d'anges sur les côtés encadrent une scène centrale présidée par Jéhovah sous forme d'un triangle équilatéral où est consigné le tétragramme. Bien que les groupes soient situés à des hauteurs différentes, l'impression finale est quelque peu statique, malgré la volonté de Goya de les organiser en forme de croix dont les segments se coupent au centre de l'image.